# Mastersia bakeri
Mastersia bakeri là một loài thực vật có hoa trong họ Đậu. Loài này được (Koord.) Backer miêu tả khoa học đầu tiên.